# 1984

## Події
- 12-27 червня — Чемпіонат Європи з футболу у Франції
- У Одесі заснована комік-трупа «Маски»
- У Кельні створений музичний гурт Bad Boys Blue

### Катастрофи
- 3 грудня — Трагедія в Бхопалі, щонайменше 15 000 загиблих.

### Наука
- Данієль Шехтман відкрив квазікристали

## Вигадані події
- Події фільму Термінатор.
- Події другого сезону телесеріалу Дивні дива.

- Події роману 1984

## Народились
див. також Категорія:Народились 1984
- 1 січня — Паоло Герреро, перуанський футболіст.
- 6 січня — Ерік Трамп, американський бізнесмен і філантроп. Він є третьою дитиною і другим сином Президента США Дональда і Івани Трамп.
- 8 січня - Кім Чен Ин, північнокорейський політичний, державний, військовий і партійний діяч. Диктатор, син колишнього диктатора Північної Кореї Кім Чен Іра.
- 15 січня - Бен Шапіро, американський консервативний політичний аналітик, письменник і адвокат.
- 16 січня — Віктор Постол, український професійний боксер.
- 17 січня — Калвін Гарріс, шотландський автор-виконавець, продюсер, DJ.
- 25 січня — Даніель Салем, український ресторатор та телеведучий.
- 31 січня — Катя Сільченко, українська дизайнерка, телеведуча, акторка.
- 18 лютого — Софія Федина, народний депутат України IX скликання.
- 20 лютого — Тревор Ноа, південноафриканський комік, сценарист, продюсер, політичний коментатор, актор і телеведучий.
- 21 лютого — Ганна Фрай, британський математик, письменниця, радіо- та телеведуча, популяризаторка науки.
- 28 лютого: 
  - Світлана Крюкова, українська журналістка.
  - Кароліна Куркова, чеська супермодель.
- 6 березня — Яніна Соколова, українська журналістка, телеведуча, громадська діячка.
- 10 березня — Олівія Вайлд, американська кіноакторка та режисерка.
- 11 березня — Аніта Луценко, українська тренерка, майстер спорту та срібна чемпіонка Європи зі спортивної аеробіки.
- 12 березня - Шрея Гхошал, індійська закадрова співачка.
- 20 березня — Фернандо Торрес, іспанський футболіст.
- 25 березня - Кетрін Макфі, американська співачка, композитор, модель і акторка.
- 10 квітня - Менді Мур, американська акторка і співачка.
- 11 квітня — Сергій Березенко, український політик. Народний депутат 8 скликання.
- 16 квітня - Клер Фой, англійська акторка.
- 29 квітня — Євген Галич, український рок-музикант, лідер рок-гурту O.Torvald.
- 3 травня — Роман Бочкала, український журналіст, військовий кореспондент.
- 11 травня - Андрес Іньєста, іспанський футболіст.
- 12 травня — Олександр Корнієнко, український політик, голова депутатської фракції партії «Слуга народу».
- 14 травня — Марк Цукерберг, американський програміст і підприємець, розробник і засновник соціальної мережі Facebook.
- 21 травня — Антон Птушкін, український телеведучий, youtube-блогер.
- 6 червня — Юлія Світлична, народний депутат IX скликання, екс-голова Харківської ОДА.
- 8 червня - Торрі ДеВітто, американська акторка, скрипалька, колишня фотомодель.
- 19 червня — Пол Дано, американський актор, режисер, сценарист, продюсер та музикант.
- 28 червня — Андрій Пятов, український футболіст, воротар донецького «Шахтаря» та національної збірної України.
- 3 липня — Максим Бурсак, український боксер-професіонал.
- 6 липня — Євгенія Лоза, російська і українська акторка театру і кіно.
- 7 липня — Олексій Гончарук, український політик, 17-й Прем'єр-міністр України (2019-20).
- 9 липня — Валерій Бебко, український режисер та гітарист прогресив-поп-гурту «The Hardkiss».
- 11 липня — Ольга Лук'яненко, українська акторка театру та кіно.
- 16 липня — Слава Камінська, українська співачка, учасниця жіночої поп-групи неАнгелы.
- 27 липня - Тейлор Шиллінг, американська акторка.
- 29 липня — Ганна Безсонова, українська гімнастка, дворазова бронзова призерка Олімпійських ігор.
- 8 серпня — Каштанов Євген Анатолійович, білоруський хокеїст, нападник.
- 13 серпня — Альона Бондаренко, українська тенісистка.
- 21 серпня — Алізе Жакоте, (Алізе), французька співачка.
- 28 серпня — Олена Турбал, українська теле-, кіно- та театральна акторка.
- 31 серпня — Олексій Душка, український телеведучий, журналіст.
- 3 вересня — Ґаррет Гедлунд, американський актор.
- 15 вересня — Принц Гарі, син принцеси Діани і принца Чарльза.
- 22 вересня - Лора Вандервурт, канадська акторка.
- 25 вересня - Аннабелль Волліс, англійська акторка.
- 26 вересня — Анатолій Анатоліч, український шоумен, радіо- та телеведучий.
- 27 вересня
  - Володимир Остапчук, український теле- та радіоведучий, актор, стендап-комік.
  - Авріл Лавін, канадсько-французька співачка, авторка пісень, дизайнерка та акторка.
- 29 вересня — Tayanna, українська співачка, композитор.
- 4 жовтня - Катіна Олена, російська співачка, авторка пісень і екссолістка попгурту t.A. T. u.
- 7 жовтня — Василь Бондарчук, український співак.
- 10 жовтня - Дуров Павло, російський програміст.
- 18 жовтня — Фріда Пінто, індійська акторка.
- 19 жовтня — Alloise, українська співачка.
- 25 жовтня — Кеті Перрі, американська співачка та композитор.
- 26 жовтня — Джефферсон Фарфан, перуанський футболіст.
- 27 жовтня — Келлі Осборн, британська співачка-автор пісень, акторка, телеведуча та модельєр. Дочка Озі та Шерон Осборн.
- 14 листопада — Марія Шерифович, сербська співачка, переможниця конкурсу Євробачення-2007 у Гельсінкі.
- 22 листопада — Скарлетт Йоганссон, американська акторка, співачка, модель та політик данського походження
- 1 грудня — Антон Равицький, український телеведучий ранкового шоу «Ранок у великому місті».
- 7 грудня 
  - Роберт Кубіца, польський автогонщик, перший польський пілот Формули-1.
  - Ігор Рейзлін, український фехтувальник на шпагах, бронзовий призер Олімпійських ігор 2020 року.
- 16 грудня — Тео Джеймс, британський актор кіно і телебачення.
- 22 грудня:
  - Бассхантер, шведський співак, продюсер та ді-джей.
  - Єлизавета Дружиніна, українська бальна танцівниця.
- 30 грудня — Леброн Джеймс, американський професійний баскетболіст.

## Померли
Дивись також Категорія:Померли 1984, Список померлих 1984 року
- 12 лютого — Хуліо Кортасар, аргентинський письменник і поет.
- 4 квітня — Олег Костянтинович Антонов, радянський авіаконструктор.
- 6 травня — Олекса Тихий, український правозахисник, дисидент.
- 6 травня — Марія Струтинська (літ. псевд. Віра Марська).
- 25 липня — Біг Мама Торнтон (справжнє ім'я Віллі Мей Торнтон), американська ритм-енд-блюзова і блюзова співачка (нар. 1926).
- 26 липня — Джордж Геллап, американський статистик, засновник соціологічної служби.
- 7 вересня— Йосип Сліпий, патріарх УГКЦ
- 18 вересня — Бочвар Андрій Анатолійович, російський металознавець, академік AH CPCP (з 1946), Герой Соціалістичної Праці.
- 10 грудня — Олександр Федорович Богородський, український радянський астроном.

## Нобелівська премія
- з фізики: Руббіа Карло та Симон ван дер Мер — «За вирішальний внесок у великий проект, здійснення якого привело до відкриття квантів поля W й Z — носіїв слабкої взаємодії»
- з хімії: Роберт Брюс Мерріфілд — «За запропоновану методологію хімічного синтезу на твердих матрицях»
- з медицини та фізіології: Нільс Єрне, Жорж Келер та Сезар Мільштейн — «За теорії щодо специфічності у розвитку і контролі імунної системи та за відкриття принципу вироблення моноклональних антитіл»
- з економіки: Річард Стоун — «За фундаметнтальний внесок у розвиток систем національних рахунків»
- з літератури: Ярослав Сайферт
- Нобелівська премія миру: Десмонд Туту — «Мужність і героїзм, проявлений у боротьбі проти апартеїду»

## Українська література
У Павла Архиповича Загребельного, у «Вітчизні» (чч. 1–2, 1984 р.) вийшов роман «Південний комфорт». Під перо літератора потрапили судочинці, прокурори, командири правоохоронного корпусу. Твір був класифікований як «антирадянський» — сама генеральна прокуратура в Москві винесла вердикт. Журнал невдовзі звідусіль вилучили. Видавати окремою книжкою, зрозуміла річ, заборонили. Павла Архиповича з голови Спілки письменників України звичайно «пішли»…
В Ленінградській тюремній лікарні, хворий на уремію, помер політичний дисидент, в'язень комуністичних концтаборів, правозахисник, письменник Валерій Марченко.
В таборах помер довголітній тюремний поет Юрій Литвин.
Вийшла мінімальним накладом і урізаним обсягом, цензурово вихолощена, поетична збірка майбутнього шевченківського лауреата Ігоря Римарука, — «Висока вода».
Володимир Яворівський дістав за свої «Вічні кортеліси» Державну премію УРСР ім. Т. Г. Шевченка.